# Liste der Naturdenkmale in Kloster Lehnin
Die Liste der Naturdenkmale in Kloster Lehnin nennt die Naturdenkmale in Kloster Lehnin im Landkreis Potsdam-Mittelmark in Brandenburg.
In den Spalten befinden sich folgende Informationen:
- Nr.: Identifizierungsnummer nach veröffentlichter Liste. Sie wird von der unteren Naturschutzbehörde des Landkreises oder der kreisfreien Stadt vergeben. Wenn sie bekannt ist, wird sie angegeben. In dieser Spalte kann sich zusätzlich das Wort Wikidata befinden, der entsprechende Link führt zu Angaben zu diesem Naturdenkmal bei Wikidata.
- Bezeichnung: Benennung des Naturdenkmals, in der Regel wird bei Bäume die Baumart genannt. Bekannte Eigennamen werden mit angegeben.
- Gemarkung: Ort oder Gemarkung, in der sich das Naturdenkmal befindet
- Lage: Nennt die Lage des Naturdenkmals im jeweiligen Ortsteil und die geografischen Koordinaten des Naturdenkmals. Link zu einem Kartenansichtstool, um Koordinaten zu setzen. In der Kartenansicht sind Naturdenkmale ohne Koordinaten mit einem roten beziehungsweise orangen Marker dargestellt und können in der Karte gesetzt werden. Denkmale ohne Bild sind mit einem blauen bzw. roten Marker gekennzeichnet, Denkmale mit Bild mit einem grünen beziehungsweise orangen Marker.
- Beschreibung: die Beschreibung des Naturdenkmales
- Schutzzweck: Erläutert den Grund der Unterschutzstellung
- Bild: Zeigt ein Bild des Naturdenkmales und gegebenenfalls ein Link zu weiteren Fotos im Medienarchiv Wikimedia Commons

## Damsdorf
| Bild                           | Bezeichnung | Lage | Beschreibung                                              | Schutzzweck                           | Nummer |
| ------------------------------ | ----------- | --- | --------------------------------------------------------- | ------------------------------------- | ------ |
| Weitere Bilder Fotos hochladen | Linde       | Damsdorf, Ortsausgang Damsdorf in Richtung Trechwitz, Mühlenstr. 7 auf Hof (52° 21′ 49,7″ N, 12° 44′ 36,8″ O)          | Linde (Tilia spec.). Kronendurchmesser 15 m               | Seltenheit, Eigenart, Wuchs           | 120-01 |
| BW                             | Eichen      | Damsdorf, Ortsausgang Damsdorf in Richtung Lehnin, dicht an einem Haus, Im Winkel 2 (52° 20′ 48,9″ N, 12° 45′ 48,7″ O) | 2 Stiel-Eichen (Quercus robur). Kronendurchmesser je 20 m | Seltenheit, Eigenart, Größe, Ortsbild | 120-02 |

## Emstal
| Bild | Bezeichnung | Lage                                                                                        | Beschreibung                                                | Schutzzweck                           | Nummer |
| ---- | ----------- | ------------------------------------------------------------------------------------------- | ----------------------------------------------------------- | ------------------------------------- | ------ |
| BW   | Apfel       | Emstal, Emstal, am Zitzel, an einem kleinen Hang, im NSG (52° 17′ 29,9″ N, 12° 46′ 24,1″ O) | 2 Kultur-Apfel (Malus domestica). Kronendurchmesser je 10 m | Seltenheit, Eigenart, Landschaftsbild | 152-01 |

## Göhlsdorf
| Bild                           | Bezeichnung | Lage                                                                                                   | Beschreibung                                                  | Schutzzweck                           | Nummer |
| ------------------------------ | ----------- | --- | ------------------------------------------------------------- | ------------------------------------- | ------ |
| Weitere Bilder Fotos hochladen | Eichen      | Göhlsdorf, Ortslage, am Dorfteich (52° 21′ 39,5″ N, 12° 48′ 17″ O)                                     | 2 Trauben-Eichen (Quercus petraea). Kronendurchmesser je 20 m | Seltenheit, Eigenart, Größe, Ortsbild | 204-01 |
| Weitere Bilder Fotos hochladen | Eiche       | Göhlsdorf, Göhlsdorf, Ortslage Plötziner Str. 37 (vor Hausnummer 20/21) (52° 21′ 37″ N, 12° 48′ 40″ O) | Stiel-Eiche (Quercus robur). Kronendurchmesser 18 m           | Seltenheit, Eigenart, Größe, Ortsbild | 204-02 |

## Grebs
| Bild                           | Bezeichnung    | Lage | Beschreibung                                        | Schutzzweck                    | Nummer |
| ------------------------------ | -------------- | --- | --------------------------------------------------- | ------------------------------ | ------ |
| Weitere Bilder Fotos hochladen | Friedens-Eiche | Grebs, Grebs, Dorfplatz (52° 20′ 19,5″ N, 12° 39′ 35,8″ O)                                                           | Stiel-Eiche (Quercus robur). Kronendurchmesser 22 m | Seltenheit, Eigenart, Ortsbild | 236-01 |
| Weitere Bilder Fotos hochladen | Linde          | Grebs, Grebs, Weg nach Oberjünne, am Abzweig nach Michelsdorf, südlich der Autobahn (52° 19′ 58,2″ N, 12° 39′ 43″ O) | Linde (Tilia spec.). Kronendurchmesser 15 m         | Seltenheit, Eigenart, Größe    | 236-03 |

## Lehnin
| Bild                                    | Bezeichnung                      | Lage | Beschreibung                                                       | Schutzzweck                                  | Nummer |
| --------------------------------------- | -------------------------------- | --- | ------------------------------------------------------------------ | -------------------------------------------- | ------ |
| Weitere Bilder Fotos hochladen          | Eichen                           | Lehnin, Lehnin, am Abzweig nach Rädel (Hirsebergstr., Ecke Gohlitzdtr., jetzt Kreisel) (52° 18′ 44,9″ N, 12° 44′ 9,9″ O)  | 2 Stiel-Eichen (Quercus robur). Kronendurchmesser 15/20 m          | Seltenheit, Eigenart, Ortsbild               | 336-01 |
| BW                                      | Hexen-Kiefer. Dreiteilige Kiefer | Lehnin, Lehnin, am Schlauch, Verbindungsweg Emstal-Rädel, im NSG (52° 17′ 57,2″ N, 12° 45′ 43,9″ O)                       | Gemeine Waldkiefer (Pinus sylvestris). Kronendurchmesser 20 m      | Seltenheit, Eigenart, Wuchs, Landschaftsbild | 336-02 |
| Weitere Bilder Fotos hochladen          | Linden                           | Lehnin, im Bereich des Klosters Lehnin (52° 19′ 14,1″ N, 12° 44′ 33,3″ O)                                                 | 38 Linden (Tilia spec.). Kronendurchmesser 25 m                    | Seltenheit, Eigenart, Wuchs, Landschaftsbild | 336-03 |
| BW                                      | Rot-Buche                        | Lehnin, Lehnin Freilichtbühne (52° 19′ 24,4″ N, 12° 45′ 20″ O)                                                            | Rotbuche (Fagus sylvatica). Kronendurchmesser 20 m                 | Seltenheit, Eigenart, Größe, Landschaftsbild | 336-06 |
| Weitere Bilder Fotos hochladen          | Eichen                           | Lehnin, auf dem Gelände der Kloster Lehnin ()                                                                             | 21 Stiel-Eichen (Quercus robur). Kronendurchmesser 20 m            | Seltenheit, Eigenart, Landschaftsbild        | 336-07 |
| Direkt Bild zu diesem Denkmal hochladen | Knorrige Kiefer                  | Lehnin, () | Gemeine Waldkiefer (Pinus sylvestris). Kronendurchmesser 12 m      | Seltenheit, Eigenart, Ortsbild               | 336-08 |
| Weitere Bilder Fotos hochladen          | Eiche am Markt                   | Lehnin, Marktplatz Lehnin (52° 19′ 8,6″ N, 12° 44′ 40,3″ O)                                                               | Stiel-Eiche (Quercus robur). Kronendurchmesser 20 m                | Seltenheit, Eigenart, Ortsbild               | 336-09 |
| BW                                      | Kiefer                           | Lehnin, Lehnin, südwestlich Kolpinsee am Luchgraben (52° 19′ 8,8″ N, 12° 47′ 23,5″ O)                                     | Gemeine Waldkiefer (Pinus sylvestris). Kronendurchmesser 12 m      | Seltenheit, Eigenart, Größe                  | 336-10 |
| Weitere Bilder Fotos hochladen          | Eiche                            | Lehnin, Lehnin, Gartenstr. Abzweig Gartenstr, (2)-Goethestr. an der ehem. PGH Bahnbrecher (52° 19′ 7,2″ N, 12° 44′ 45″ O) | Stiel-Eiche (Quercus robur). Kronendurchmesser 13 m                | Seltenheit, Eigenart, Ortsbild               | 336-11 |
| BW                                      | Kiefern                          | Lehnin, Lehnin, südwestlich Kolpinsee am Luchgraben (52° 19′ 9,9″ N, 12° 47′ 25,9″ O)                                     | 2 Gemeine Waldkiefer (Pinus sylvestris). Kronendurchmesser 10/12 m | Seltenheit, Eigenart                         | 336-12 |
| Direkt Bild zu diesem Denkmal hochladen | Eichen                           | Lehnin, () | 26 Stiel-Eichen (Quercus robur). Kronendurchmesser 20 m            | Seltenheit, Eigenart, Landschaftsbild        | 336-13 |
| Weitere Bilder Fotos hochladen          | Eiche                            | Lehnin, im Kloster Lehnin (52° 19′ 23″ N, 12° 44′ 38,7″ O)                                                                | Stiel-Eiche (Quercus robur). Kronendurchmesser 17 m                | Seltenheit, Eigenart, Ortsbild               | 336-15 |

## Nahmitz
| Bild                           | Bezeichnung    | Lage                                                                 | Beschreibung                                        | Schutzzweck                    | Nummer |
| ------------------------------ | -------------- | -------------------------------------------------------------------- | --------------------------------------------------- | ------------------------------ | ------ |
| Weitere Bilder Fotos hochladen | Friedens-Eiche | Nahmitz, Nahmitz, an der Dorfkirche (52° 20′ 16″ N, 12° 43′ 30,6″ O) | Stiel-Eiche (Quercus robur). Kronendurchmesser 18 m | Seltenheit, Eigenart, Ortsbild | 408-02 |

## Netzen
| Bild                           | Bezeichnung | Lage                                                         | Beschreibung                 | Schutzzweck                        | Nummer |
| ------------------------------ | ----------- | ------------------------------------------------------------ | ---------------------------- | ---------------------------------- | ------ |
| Weitere Bilder Fotos hochladen | Eibe        | Netzen, Pfarrgarten Netzen (52° 20′ 37,3″ N, 12° 41′ 2,9″ O) | Eibe. Kronendurchmesser 14 m | Seltenheit, Eigenart, Alter, Größe | 416-01 |

## Prützke
| Bild                                    | Bezeichnung | Lage        | Beschreibung                                                   | Schutzzweck                    | Nummer |
| --------------------------------------- | ----------- | ----------- | -------------------------------------------------------------- | ------------------------------ | ------ |
| Direkt Bild zu diesem Denkmal hochladen | Schnurbaum  | Prützke, () | Japanischer Schnurbaum (Sophora robur). Kronendurchmesser 20 m | Seltenheit, Eigenart, Ortsbild | 480-02 |

## Rädel
| Bild                                    | Bezeichnung  | Lage                                                                    | Beschreibung                                                                                   | Schutzzweck                           | Nummer |
| --------------------------------------- | ------------ | ----------------------------------------------------------------------- | ---------------------------------------------------------------------------------------------- | ------------------------------------- | ------ |
| Direkt Bild zu diesem Denkmal hochladen | Eichen       | Rädel, ()                                                               | 26 Stiel-Eichen (Quercus robur). Kronendurchmesser 20 m                                        | Seltenheit, Eigenart, Landschaftsbild | 488-01 |
| Weitere Bilder Fotos hochladen          | Eichen-Allee | Rädel, ()                                                               | 21 Bäume. Stiel-Eiche (Quercus robur), Trauben-Eiche (Quercus petraea). Kronendurchmesser 20 m | Seltenheit, Eigenart                  | 488-03 |
| Weitere Bilder Fotos hochladen          | Eichen       | Rädel, Rädel, Ortsmitte vor Feuerwehr (52° 17′ 18,7″ N, 12° 45′ 6,9″ O) | 2 Stiel-Eichen (Quercus robur). Kronendurchmesser je 20 m.                                     |                                       | 488-04 |